# Leonard Robertson
Leonard „Lenny“ David Robertson (* 10. Oktober 1950) ist ein ehemaliger britischer Ruderer, der 1976 eine olympische Silbermedaille im Achter gewann. 

## Sportliche Karriere
Der 1,86 m große Leonard Robertson belegte bei den Europameisterschaften 1971 in Kopenhagen zusammen mit William Mason, Jim Clark und Frederick Smallbone den achten Platz im Vierer ohne Steuermann. Bei den Olympischen Spielen 1972 in München erreichten Mason, Clark, Robertson und Smallbone im Vorlauf als Zweite hinter dem Boot aus der DDR und vor dem Boot aus der BRD das Ziel. Nach einem Sieg im Hoffnungslauf ruderten die Briten im Halbfinale auf den vierten Platz und gewannen dann das B-Finale, in der Gesamtabrechnung waren sie damit Siebte.
Leonard Robertson belegte bei den Europameisterschaften 1973 in Moskau zusammen mit John Yallop den zehnten Platz im Zweier ohne Steuermann. Bei den Weltmeisterschaften 1974 in Luzern siegte der Achter aus den Vereinigten Staaten vor dem Achter aus dem Vereinigten Königreich, der in der Besetzung Frederick Smallbone, John Yallop, Timothy Crooks, Hugh Matheson, David Maxwell, Jim Clark, William Mason, Leonard Robertson und Steuermann Patrick Sweeney antrat. Dies war die erste Weltmeisterschaftsmedaille für einen britischen Männer-Achter.
1975 ruderten Mason, Clark, Robertson und Yallop bei den Weltmeisterschaften in Nottingham im Vierer ohne Steuermann und belegten den vierten Platz mit über fünf Sekunden Rückstand auf die drittplatzierten Rumänen. Bei den Olympischen Spielen 1976 in Montreal startete der britische Achter in der Besetzung Richard Lester, John Yallop, Timothy Crooks, Hugh Matheson, David Maxwell, Jim Clark, Frederick Smallbone, Leonard Robertson und Patrick Sweeney. Im Vorlauf belegten die Briten mit fast fünf Sekunden Rückstand auf den Achter aus der DDR den zweiten Platz. Mit einem Sieg im Hoffnungslauf erreichten die Briten das Finale. Im Finale gewann der Achter aus der DDR mit zweieinhalb Sekunden Vorsprung auf die Briten, die ihrerseits zweieinhalb Sekunden Vorsprung auf die drittplatzierten Neuseeländer hatten.
1977 war Robertson der einzige aus dem Vorjahresachter verbliebene Ruderer. In der Besetzung Leonard Robertson, Allan Whitwell, Henry Clay, William Woodward-Fischer, Phill Gregory, Gordon Rankine, Robert Milligan, Colin Seymour und Steuermann Robert Lee belegte der Achter den fünften Platz bei den Weltmeisterschaften in Amsterdam. Zwei Jahre später erreichte der britische Achter bei den Weltmeisterschaften 1979 in Bled den sechsten Platz in der Besetzung Leonard Robertson, Eric Sims, Mark Bathurst, Neil Christie, James Macleod, Gordon Rankine, Colin Seymour, John Roberts und Steuermann Alan Inns. Bei den Olympischen Spielen 1980 starteten Robertson, Roberts, Seymour, Rankine und Inns im Vierer mit Steuermann. Nach einem zweiten Platz hinter den Spaniern im Vorlauf und einem dritten Platz im Hoffnungslauf gewannen die Briten das B-Finale und belegten damit den siebten Platz. Robertsons internationale Karriere endete nach den Weltmeisterschaften 1982 in Luzern, wo er zusammen mit Gordon Rankine, Eric Sims und Chris Jones den neunten Platz im Vierer ohne Steuermann belegt hatte.